# Ribnovo, Blagoevgrad
Ribnovo (în bulgară Рибново) este un sat în comuna Gărmen, regiunea Blagoevgrad,  Bulgaria. 

## Demografie
Componența etnică a satului Ribnovo
     Turci (4,77%)
     Bulgari (20,83%)
     Nicio identificare (68,41%)
     Altele (6,15%)
La recensământul din 2011, populația satului Ribnovo era de 2.745 locuitori. Nu există o etnie majoritară, locuitorii fiind bulgari (20,83%) și turci (4,77%). Pentru 68,41% din locuitori nu este cunoscută apartenența etnică.